# Автоматичний зовнішній дефібрилятор
Автоматичний зовнішній дефібрилятор (АЗД, англ. AED) — портативний медичний електронний пристрій, який автоматично діагностує небезпечні для життя серцеві аритмії — фібриляцію шлуночків (ФШ) і безпульсову шлуночкову тахікардію, і може коригувати небезпечні для серця аритмії за допомогою дефібриляції. АЗД застосовують у поєднанні з серцево-легеневою реанімацією (СЛР). При цьому серцево-легенева реанімація має бути розпочата негайно після підозри на зупинку серця і продовжуватись до прибуття дефібрилятора, і далі має бути продовжена після його застосування.  
Завдяки простим звуковим та візуальним командам, АЗД розроблені для простого використання неспеціалістами, та використання АЗД викладається на багатьох заняттях з надання першої допомоги, сертифікованому першому помічнику та базовій підтримці життя ((англ.)BLS) на рівні серцево-легеневої реанімації ((англ.)CPR).

## Створення
Портативну версію дефібрилятора було винайдено в середині 1960-х років Френком Пентріджем у Белфасті, Північна Ірландія, а перший автоматичний дефібрилятор для громадського користування був випущений компанією Cardiac Resussitation Company наприкінці 1970-х років. Апарат було випущено під назвою Heart-Aid.

### Стани, при яких показано застосування пристрою
Автоматичний зовнішній дефібрилятор використовується у випадках загрозливих для життя серцевих аритмій, які призводять до раптової зупинки серця, що не те саме, що серцевий напад.
Ритми, які коригує пристрій, зазвичай обмежені:
- Безпульсова шлуночкова тахікардія (скорочено ШТ або V-Tach)
- Фібриляція шлуночків (скорочено VF чи V-Fib) [1]

В кожному стані небезпечної серцевої аритмії серце скорочується несинхронізовано, що не дозволяє перекачувати кров, і переходить в стан зупинки серця. При шлуночковій тахікардії серце б'ється надто швидко, і не може ефективно перекачувати кров. Шлуночкова тахікардія призводить до фібриляції шлуночків. Фібриляції шлуночків - швидке, хаотичне серцебиття. Після того, як фібриляція зменшується наступає стан асистолії.
АЗД, як і всі дефібрилятори, не призначені для коригування асистолії, оскільки це не призведе до позитивного клінічного результату. Асистолічний пацієнт має шанс на виживання лише в тому випадку, якщо за допомогою поєднання штучного дихання та серцевих стимуляторів вдасться встановити один із шокових ритмів, що робить необхідним проведення штучного дихання до прибуття дефібрилятора.

### Наслідки несвоєчасного лікування
Небезпечна серцева аритмія (шлуночкова тахікардія, фібриляція шлуночків, асистолія) без коригування швидко призводять до зупинки серця, незворотного пошкодження мозку та смерті. Приблизно через три-п'ять хвилин після зупинки серця може початися незворотне пошкодження мозку/тканин. За кожну хвилину, протягом якої людина, яка перебуває в стані зупинки серця, не отримує успішної допомоги (дефібриляції), шанс вижити зменшується на 7 відсотків за хвилину в перші 3 хвилини, і зменшується на 10 відсотків за хвилину у міру того, як час перевищує 3 хвилини.

### Вимоги до використання
АЗД призначені для використання непрофесіоналами, які можуть додатково пройти навчання з використання АЗД. Проте повідомляється, що учні шостого класу починають дефібриляцію протягом 90 секунд, тоді як навчений оператор — протягом 67 секунд. 
На відміну від складніших ручних і напівавтоматичних дефібриляторів, що використовуються медичними працівниками, які можуть діяти як кардіостимулятор, якщо серцевий ритм занадто повільний (брадикардія), та виконувати інші функції, що вимагають кваліфікованого оператора, що вміє читати електрокардіограми.
Щоб уникнути перешкод перед використанням АЗД жінкам необхідно зняти бюстгальтери і пірсинг на тулубі. АЗД для жінок використовується аналогічно як  чоловікам.
АЗД дозволено використовувати дітям від одного року, при цьому в комплект до більшості АЗД входять педіатричні прокладки для дітей до 8 років. Якщо такі прокладки в комплекті відсутні для дітей можна застосовувати прокладки для дорослих.
Американська телепередача «Руйнівники міфів» виявила докази того, що використання дефібрилятора на жінці, що носить бюстгальтер із заниженою талією, може призвести до виникнення дуги або пожежі, але тільки в незвичайних та малоймовірних обставинах.
У дослідженні, що аналізує вплив безпосередньої присутності АЗД під час Програми Чикаго Запуск Серця (англ. Chicago's Heart Start program) впродовж двох років, з 22 осіб 18 перебували в стані серцевої аритмії, яку можна лікувати застосовуючи АЗД. З цих 18 осіб вижили 11. З цих 11 пацієнтів 6 осіб отримали допомогу від випадкових перехожих, які не мали абсолютно жодної підготовки щодо використання АЗД.

## Впровадження

### Розміщення та доступність
Автоматичні зовнішні дефібрилятори зазвичай зберігаються у місцях, де ними можуть користуватися медичні працівники та співробітники швидкої допомоги (медичні установи та машини швидкої допомоги), а також у місцях громадського доступу, освітніх закладах, метро, корпоративних та державних офісах, торгових центрах, ресторанах, громадському транспорті та будь-яких інших місцях скупчення людей для використання непрофесіоналами для людей у невідкладних станах зупинки серця.

Універсальний знак АЗД, розроблений Міжнародним комітетом зв'язку з реанімації та прийнятий як ISO 7010 E010

АЗД для громадського доступу часто мають яскраве забарвлення. Коли відкривають захисні футляри або дефібрилятор витягують, деякі з них видають звуковий сигнал, щоб попередити персонал про їх вилучення, та це не завжди передбаає  виклик екстрених служб; тому користувачі, що збираються застосувати АЗД повинні знати, що під час виклику або використання АЗД необхідно зателефонувати до швидкої допомоги. У вересні 2008 року Міжнародний комітет з реанімації випустив «універсальний знак АЗД», який має бути прийнятий у всьому світі для позначення наявності АЗД.
Набуває поширення тенденція придбання АЗД для використання в домашніх умовах, найчастіше тими, хто має відомі захворювання серця. Кількість придбаних пристроїв у населення зростає, оскільки ціни на них знизилися до доступного рівня. Серед медичних працівників існує певна стурбованість тим, що ці домашні користувачі не завжди мають відповідну підготовку, і багато хто виступає за ширше залучення цивільних помічників, які мають бути відповідним чином навчені.
Зазвичай до комплекту АЗД входить захисна маска для забезпечення бар'єру між пацієнтом та першим помічником під час дихання; пара нітрилових гумових рукавичок; пара травматичних ножиць для розрізання одягу пацієнта, щоб оголити грудну клітку; невеликий рушник для витирання вологи на грудях і бритва для гоління тих, у кого груди вкриті густим волоссям.

### Підготовка до роботи
Більшість виробників рекомендують перевіряти АЗД перед кожним періодом роботи або на регулярній основі для стаціонарних пристроїв. Деякі апарати необхідно увімкнути, щоб виконати самоперевірку; інші моделі мають вбудовану систему самоперевірки із видимим індикатором.
Всі виробники маркують електродні прокладки терміном придатності, тому важливо переконатися, що прокладки відповідають терміну придатності. Два елементи дефібрилятора, які є витратними матеріалами - це електроди і батареї, потребують періодичної заміни.
Типовий термін служби накладок для АЗД становить від 18 до 30 місяців. Цей термін зазвичай вказується на зовнішній стороні накладок. У деяких моделях цю дату видно через «віконце», а в інших для її перевірки необхідно відкрити корпус.
Також важливо переконатися, що термін придатності батарейок в апараті АЗД не вичерпався. Виробник пристрою зазначає, як часто слід замінювати батареї. Для кожного АЗД існує свій рекомендований графік обслуговування, вказаний у посібнику користувача. Загальні пункти кожного контрольного списку також включають щомісячну перевірку заряду батареї шляхом перевірки зеленого індикатора при включенні, стану і чистоти всіх кабелів і блоку, а також перевірку наявності необхідних витратних матеріалів.

### Механізм роботи
АЗД є «автоматичним» завдяки здатності пристрою автономно аналізувати стан пацієнта. Для цього переважна більшість пристроїв оснащена мовними підказками, а деякі можуть мати візуальні дисплеї для інструктажу користувача.
«Зовнішній» означає, що оператор прикладає електродні накладки до оголених грудей потерпілого (на відміну від внутрішніх дефібриляторів, у яких хірургічно імплантуються електроди всередину тіла пацієнта).
При включенні або відкритті АЗД дасть команду користувачеві підключити електроди (накладки) до пацієнта. Після підключення накладок усі повинні уникати дотиків до пацієнта, щоб уникнути помилкових показань пристрою. Накладки дозволяють АЗД досліджувати стан ритму серця і визначити, чи пацієнт має небезпечну аритмію (фібриляція шлуночків або шлуночкова тахікардія). Якщо пристрій визначає, що розряд необхідний, він підключає батарею для зарядки внутрішнього конденсатора, щоб підготуватися до застосування розряду. Така система пристрою безпечніша — зарядка відбувається тільки при необхідності, що дозволяє швидше подавати електричний струм.
Коли пристрій заряджено, він дає користувачеві команду переконатися, що ніхто не торкається пацієнта, а потім натиснути кнопку, щоб включити розряд струмом; втручання людини зазвичай необхідне для подачі струму до пацієнта, щоб уникнути можливості випадкової травми іншої людини (яка може статися внаслідок дотику до пацієнта під час розряду струмом). Залежно від виробника та конкретної моделі, після подачі струму більшість пристроїв аналізує стан пацієнта та подає команду на проведення серцево-легеневої реанімації, або готується до подачі ще одного розряду.
Багато апаратів АЗД мають «пам'ять подій», в якій зберігається ЕКГ пацієнта, а також докладна інформація про час включення апарату, кількість та силу поданих розрядів. Деякі апарати також оснащені функцією запису голосу, що дозволяє відстежувати дії персоналу, щоб з'ясувати, чи вплинули вони на результат виживання. Всі ці записані дані можна завантажити на комп'ютер або роздрукувати, щоб організація чи відповідальний орган могли переконатися в ефективності серцево-легеневої реанімації та дефібриляції. Деякі апарати АЗД забезпечують зворотний зв'язок щодо якості компресій, що виконуються рятувальником.
Перші комерційно доступні АЗД були монофазного типу, які давали високоенергетичний розряд до 360—400 джоулів залежно від моделі. Це викликало підвищену травматизацію серця та в деяких випадках призводило до опіків другого та третього ступеня у місцях ділянки розряду. Нові АЗД (випущені після кінця 2003 року), як правило, використовують двофазні алгоритми, які дають два послідовні розряди меншої енергії 120—200 джоулів, та кожен розряд відбувається в протилежній полярності між подушечками. Інші можуть використовувати ступінчастий підхід до подачі енергії, зазвичай у вигляді розряду 200 Дж, другого розряду 200 Дж, потім 300 Дж і, нарешті, 360 Дж, при цьому всі наступні удари також повинні бути 360 Дж. Така форма хвилі з нижчою енергією виявилася більш ефективною у клінічних випробуваннях, а також забезпечує меншу частоту ускладнень та скорочення часу відновлення.

### Геолокація
Стандартний логотип чітко рекламується. Місцезнаходження вказано в OpenStreetMap + OpenAEDtMap.

## Використання

### Простота використання
На відміну від звичайних дефібриляторів, зовнішній автоматичний дефібрилятор вимагає мінімальної підготовки для використання. Він автоматично діагностує серцевий ритм та визначає необхідність розряду для пацієнта. Автоматичні моделі завдають удару струмом без команди користувача. Напівавтоматичні моделі повідомляють користувачеві про необхідність розряду, але користувач повинен дати команду апарату зробити це зазвичай натисканням кнопки. У більшості випадків користувач не може скасувати команду АЗД «не давати розряд». Деякі АЗД можна використовувати для дітей — тих, хто важить менше ніж 55 фунтів (25 кг) або не досяг віку 8 років. Якщо конкретна модель АЗД схвалена для використання в педіатрії, то як правило в комплекті надаються відповідні накладки для дітей.
Усі АЗД, схвалені до використання США, використовують електронний голос, який підказує користувачеві кожен крок. Оскільки користувач АЗД не є професіоналом, багато АЗД тепер включають і візуальні підказки. Більшість апаратів розроблені для використання людьми, які не є медиками. Простота їх використання призвела до появи поняття «дефібриляція у доступі» ((англ.)PAD).

### Ґендерні особливості застосування пристрою
Пристрій може застосовуватись для чоловіків та жінок. Для жінок, перед застосуванням необхідно зняти одяг для розташування наліпок з електродами на тілі.  Для жінок з грудьми розташування наліпок аналогічно як для людей з пласкими грудьми. Якщо молочні залози надто великі, другу наліпку необхідно розміщувати під лівою молочною залозою. 
Для дітей до 6 років в комплекті АЗД можуть бути передбачені окремі наліпки.

### Користь
Дослідження, що включали спостереження показали, що при зупинці серця поза межами лікарні використання дефібриляторів громадського доступу засвідчили 40 % середній процент виживання пацієнтів. 

### Відповідальність

#### Сполучені Штати
Автоматичні зовнішні дефібрилятори сьогодні досить прості у використанні, тому в більшості штатів США «сумлінне» використання АЗД будь-якою людиною передбачено законом "про доброго самаритянина". Захист «доброї волі» згідно із законом "про доброго самаритянина" означає, що добровільний помічник (який не діє в рамках своєї професії) не може бути притягнутий до цивільної відповідальності за заподіяння шкоди або смерть жертви внаслідок надання неналежної або неадекватної допомоги, якщо шкода або смерть не були навмисними, а помічник діяв у межах своєї підготовки та добросовісно. У США закон "про доброго самаритянина" забезпечує певний захист при використанні АЗД навченими та ненавченими рятувальниками. При правильному використанні АЗД не несуть відповідальності; курси NREMT-B та курси підготовки техніків швидкої медичної допомоги (EMT) у багатьох штатах та багато курсів серцево-легеневої реанімації включають або пропонують навчання роботі з АЗД як частину своєї програми.

#### Канада
Крім закону "доброго самаритянина", в Онтаріо, Канада, також діє «Закон Чейза МакІчерна (Громадянська відповідальність за серцеві дефібрилятори), 2007 (Білль 171 — підрозділ N)», прийнятий у червні 2007 року, який захищає приватних осіб від відповідальності за шкоду, яка може бути завдана в результаті використання ними АЗД для порятунку життя будь-якої людини у надзвичайній ситуації, якщо тільки шкода не викликана грубою недбалістю.

#### Австралія
Законодавство Австралії відрізняється в залежності від штату, де існують окремі питання відповідальності, пов'язані з наданням та використанням обладнання АЗД. У кожному штаті та території прийнято закон про «доброго самаритянина», який забезпечують правовий захист людини, яка надає допомогу в екстреній медичній ситуації — стандарт очікуваної турботи відповідає її підготовці (або її відсутності). У Новому Південному Уельсі "Постанова про гігієну та безпеку праці" (2011) вимагає від роботодавця використовувати оцінку ризиків для забезпечення належного надання першої допомоги; якщо ризик досить великий, це є основою надання дефібрилятора.

### Надійність
У 2012 році автоматичні зовнішні дефібрилятори ((англ.)AED) перебували під пильною увагою Управління з контролю за продуктами та ліками США (FDA), яке розглядало можливість перекласифікації АЗД до класу III пристроїв попереднього схвалення. Технічні несправності, ймовірно, спричинили понад 750 смертей за 5-річний період з 2004 по 2009 рік, у більшості випадків через відмову компонентів або помилок у конструкції. За цей же період було відкликано до 70 типів АЗД, включаючи відгуки всіх виробників АЗД у світі.
У січні та лютому 2015 року FDA випустило наступний прес-реліз: «FDA випустило остаточний наказ, який зобов'язує виробників АЗД подавати заявки на попереднє схвалення (PMA), які проходять суворішу перевірку, ніж та, яка була потрібна для виведення цих пристроїв на ринок. Посилена перевірка агентства буде зосереджена на критичних вимогах, необхідних для забезпечення безпеки та надійності АЗД та необхідних аксесуарів до них, включаючи батареї, накладні електроди, адаптери та апаратні ключі для педіатричного використання».
У Великій Британії існує побоювання, що погане технічне обслуговування може зробити громадські дефібрилятори ненадійними. Газета Henley Standard повідомила 21 липня 2017 року, що більше половини дефібриляторів у Хенлі-он-Темз і околицях перебувають під загрозою виходу з ладу або через низький заряд батареї, або через те, що клейкі накладки стали непридатними.

## Історія
Вперше зовнішній дефібрилятор був застосований до людини у 1947 Клодом Беком. Портативна версія зовнішнього дефібрилятора була винайдена в середині 1960-х років Френком Пентріджем у Белфасті, Північна Ірландія.
Дефібрилятор Пентріджа вимагав навченого рятувальника для проведення процедури розряду і започаткував багато інновацій в галузі зовнішньої дефібриляції.
Наприкінці 1970-х років було розроблено Heart-Aid — перший автоматичний зовнішній дефібрилятор, призначений для використання цивільним населенням. Принципи оцінки ABC та людський голос, що передає інструкції, допомогли стороннім людям відреагувати на раптовий серцевий напад, поки вони чекали на прибуття на місце події бригади швидкої допомоги. Багато ранніх інновацій у моделі Heart-Aid досі є частиною сучасного покоління АЗД, хоча деякі інновації, такі як електрод для дихальних шляхів, вийшли з вжитку.

## Судова практика
У дослідженні, опублікованому у 2017 році, вчені в Польщі обрали головні входи до будівель, в яких було встановлено АЗД, хоча самі дослідники не знали точного розташування пристроїв. У навчаннях про удаваний серцевий напад середній час доставляння АЗД до пацієнта становив 96 секунд, при цьому коливався від 52 до 144 секунд. Це відповідає меті три хвилини. У деяких випадках використання АЗД потребувало постійної присутності персоналу будівлі. Майбутні вдосконалення включають більш очевидні показники та АЗД з громадським доступом, які не вимагають присутності персоналу у будівлі для отримання або використання пристрою.